# 1944 en mathématiques
| Années des mathématiques : 1941 - 1942 - 1943 - 1944 - 1945 - 1946 - 1947    |
| Décennies des mathématiques : 1910 - 1920 - 1930 - 1940 - 1950 - 1960 - 1970 |

Cet article présente les faits marquants de l'année 1944 en mathématiques.

## Naissances
- 19 janvier : Philippe Cassou-Noguès, mathématicien français.
- 22 janvier : Ezra Brown, mathématicien américain.
- 29 janvier : Thomas Jech, mathématicien tchèque.
- 2 février : Gilles Châtelet (mort en 1999), mathématicien et philosophe français.
- 10 février : Avraham Trahtman, mathématicien israélien.
- 13 février : Jennifer Seberry, mathématicienne australienne.
- 18 février : Margaret H. Wright, mathématicienne américaine.
- 20 février : George B. Purdy (mort en 2017), mathématicien et informaticien américain.
- 27 février : Bernd Stellmacher, mathématicien allemand.
- 6 mars : Gabriel Ruget, mathématicien français.
- 13 mars : 
  - Jean-Marc Fontaine (mort en 2019), mathématicien français.
  - Marilda Sotomayor, mathématicienne et économiste brésilienne.
- 8 avril : 
  - Michael Aschbacher, mathématicien américain.
  - Jean Petitot, philosophe et mathématicien français.
- 20 avril : Tudor Zamfirescu, mathématicien roumain.
- 8 mai : Pierre Bernhard, mathématicien français.
- 18 mai : James Arthur, mathématicien canadien.
- 20 mai : Per Enflo, mathématicien et musicien suédois.
- 25 mai : Robert MacPherson, mathématicien américain.
- 29 mai : Nicole El Karoui, mathématicienne française.
- 30 mai : Per Enflo, mathématicien suédois.
- 1er juin :
  - Haïm Brezis (mort en 2024), mathématicien français.
  - Gerhard Frey, mathématicien allemand.
- 7 juin : Harald Niederreiter, mathématicien autrichien.
- 8 juin : Gilbert Labelle, mathématicien québécois.
- 13 juin : Edward Brian Davies, mathématicien britannique.
- 14 juin : Gérard Iooss, mathématicien français.
- 23 juin : Richard Peter Stanley, mathématicien américain.
- 2 juillet : Ivar Ekeland, mathématicien français d'origine norvégienne.
- 17 juillet : Krystyna Kuperberg, mathématicienne américaine d'origine polonaise.
- 26 août : Hugh Montgomery, mathématicien américain.
- 1er octobre : Pierre van Moerbeke, mathématicien belge.
- 3 octobre : Pierre Deligne, mathématicien belge, médaille Fields en 1978.
- 10 octobre : Melvyn Nathanson, mathématicien américain, spécialiste de la théorie des nombres.
- 16 octobre : Gert-Martin Greuel, mathématicien allemand.
- 17 octobre : Alain Lascoux (mort en 2013), mathématicien français.
- 23 octobre : Allen Hatcher, mathématicien américain.
- 1er novembre : Michel Gondran, mathématicien, informaticien et physicien français.
- 7 novembre : Barbara Keyfitz, mathématicienne américano-canadienne.
- 10 novembre : Askar Akaïev, mathématicien et homme d'état kirghize.
- 14 novembre : David Gottlieb (mort en 2008), mathématicien israélien.
- 15 novembre : Jeff Paris, mathématicien britannique.
- 25 novembre : Antonio Ambrosetti, mathématicien italien.
- 2 décembre : Gérard Maugin (mort en 2016), physicien et mathématicien français.
- 3 décembre : Nicole Berline, mathématicienne française.

- John Adrian Bondy, mathématicien britannique.
- Jean-Pierre Ezin, mathématicien béninois.

## Décès
- 20 mars : Giuseppe Marletta (né en 1878), mathématicien italien.
- 29 mars : Grace Chisholm Young (née en 1868), mathématicienne anglaise.
- 4 avril : Jean Cavaillès (né en 1903), mathématicien et philosophe des mathématiques français, fusillé par les Allemands.
- 1er juillet : Giuseppe Gherardelli (né en 1894), mathématicien italien.
- 20 août : Leon Chwistek (né en 1884), peintre avant-gardiste, logicien, philosophe et mathématicien polonais.
- 6 octobre : Eugène Fabry (né en 1856), mathématicien français.
- 19 octobre : Dénes Kőnig (né en 1884), mathématicien hongrois.
- 12 novembre : 
  - George David Birkhoff (né en 1884), mathématicien américain.
  - Otto Blumenthal (né en 1876), mathématicien allemand.

- 25 décembre : Martin Wilhelm Kutta (né en 1867), mathématicien allemand.